# Ettore Gracis
Ettore Gracis  (La Spezia, 24 septembre 1915 - Trévise, 12 avril 1992) est un chef d'orchestre italien.

## Biographie
Né à La Spezia, Ettore Gracis a étudié la composition avec Gian Francesco Malipiero au Conservatoire de musique Benedetto Marcello de Venise, puis la direction d'orchestre à Académie musicale Chigiana de Sienne avec Antonio Guarnieri.
Il dirige entre 1942 et 1948, l'Ensemble instrumental Benedetto Marcello, puis l'Orchestre du Mai musical florentin (1948-50). Entre 1950 et 1959, il dirige à Milan l'Orchestre des Pomeriggi Musicali. De 1959 à 1971, il est le chef permanent de la Fenice de Venise. Il est professeur au Conservatoire de Venise, tout en étant invité dans de nombreux Opéras italiens. De nombreux orchestres dans le monde l'ont également invité : l'Orchestre Philharmonia de Londres, l'orchestre de Paris, l'Orchestre philharmonique d'Israël.
Il a créé beaucoup de musique contemporaine, en particulier dans le cadre de la Biennale de Venise : des œuvres d'Alfredo Del Monaco, Cristóbal Halffter, Gian Francesco Malipiero, Riccardo Malipiero (Ouverture-Divertimento «del ritorno», 1953), Constantin Regamey (Études pour voix de femme et orchestre, 1956), Flavio Testi (Il furore di Oreste, opéra, 1956; Musica d concerto n°2, 1958, et n°3, 1962), Guido Turchi, Giuseppe Sinopoli, Mario Zafred.
Il a beaucoup travaillé avec le Festival de musique contemporaine de Venise et avec le Festival de Naples, conduisant des reprises modernes d'opéras classiques italiens et allemands (dont Mozart et Rossini).